# Vinyan
Pour plus de détails, voir Fiche technique et Distribution.
Vinyan est un thriller belgo-français réalisé par Fabrice Du Welz sorti le 20 août 2008 en France.

## Synopsis
À Phuket, en 2005, Jeanne et Paul ont perdu leur enfant lors du tsunami survenu en 2004. Incapables d'accepter la mort de leur fils, ils sont restés vivre sur place. Un jour, Jeanne croit apercevoir la silhouette de l'enfant sur une vidéo amateur. Paul est sceptique, mais accepte de la suivre au fin fond de la jungle. Leur voyage va les mener vers un monde surnaturel peuplé d'enfants hostiles.

## Fiche technique
Sauf indication contraire, les informations mentionnées dans cette section peuvent être confirmées par la base de données cinématographiques Unifrance,  présente dans la section « Liens externes ».
- Titre original : Vinyan
- Réalisation : Fabrice Du Welz
- Scénario : Fabrice Du Welz, David Greig et Oliver Blackburn
- Assistant à la réalisation : Paul-Henri Belin
- Directeur de production : Ludovic Douillet
- Société de production : The Film, Backup Films, Film Four Ltd, Cofinova 3
- Photographie : Benoît Debie
- Son : Fred Meert
- Musique : François-Eudes Chanfrault
- Montage : Colin Monie
- Costumes : Géraldine Picron
- Décors : Prajak Ngamsap
- Pays de production :  Belgique -  Royaume-Uni -  France -  Australie
- Langue de tournage : anglais
- Format : couleur - 2,35:1 - Dolby Surround - 35 mm
- Genre : comédie dramatique, thriller
- Tournage : du 11 juin au 30 juillet 2007
- Date de sortie : 
  - France : 20 août 2008
- Mention :
  - France : Interdit aux moins de 12 ans

## Distribution
- Janet Belhmer : Emmanuelle Béart
- Paul Belhmer : Rufus Sewell
- Kim : Julie Dreyfus

## Tournage
Le tournage du film s'est déroulé en Thaïlande dans des conditions extrêmes : période de fortes pluies, restriction de budget, planning infernal...
Le jeune acteur qui joue le fils d'Emmanuelle Béart n'est autre que le propre fils du réalisateur, Borhan.